# 2183, rue Bagot
2183, rue Bagot, aussi appelée M-35, est un établissement patrimonial.

## Voir plus